# مورگان اسپرلاک
مورگان اسپرلاک (انگلیسی: Morgan Spurlock؛ زادهٔ ۷ نوامبر ۱۹۷۰ – درگذشتهٔ ۲۳ مهٔ ۲۰۲۴) یک فیلم‌نامه‌نویس، کارگردان فیلم، و روزنامه‌نگار اهل ایالات متحده آمریکا بود. وی از سال ۱۹۹۴ تا ۲۰۱۷ میلادی مشغول فعالیت بود.
از فیلم‌ها یا برنامه‌های تلویزیونی که وی در آن نقش داشته‌است می‌توان به برنامه آخر وقت با دیوید لترمن اشاره کرد.